# Bandeira do Império Alemão
A bandeira do Império Alemão, é uma combinação entre a bandeira da Prússia e a bandeira da Liga Hanseática. Começando como a bandeira nacional da Confederação da Alemanha do Norte, ela passaria a ser comumente usada oficialmente e não oficialmente sob o estado-nação do Reich Alemão, que existiu de 1871 a 1945. Depois de 1918, foi usado como símbolo político por várias organizações.

## História

### Unificação da Alemanha
A bandeira foi proposta e adotada pela primeira vez sob a liderança de Otto von Bismarck, onde seria usada como bandeira da Confederação da Alemanha do Norte, formada em 1867. Durante a Guerra Franco-Prussiana, o Império Alemão foi fundado (ou seja, os estados do sul da Alemanha se juntaram à Confederação). A Alemanha continuaria a usá-lo até a Revolução Alemã de 1918-1919, que resultou na fundação da República de Weimar.

### República de Weimar e Alemanha Nazista

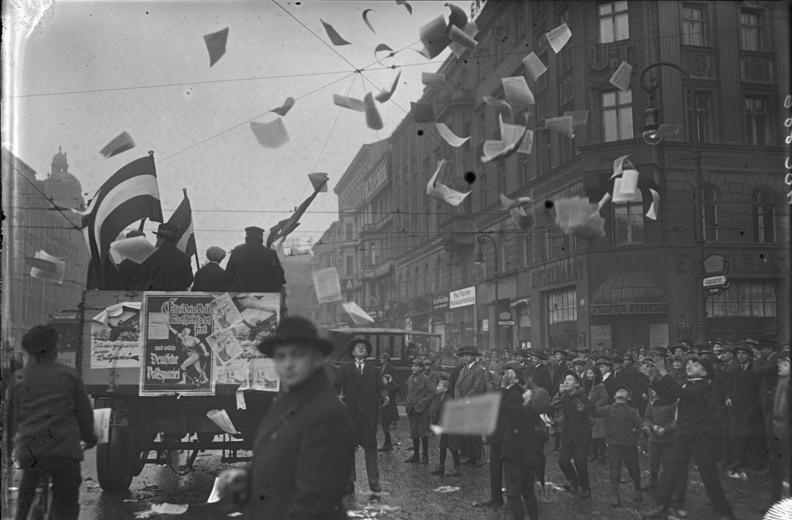
O Partido Popular Alemão hasteando a Bandeira do Reich, em campanha para as eleições do Reichstag em dezembro de 1924

A República de Weimar não a utilizou como bandeira nacional, embora tenha sido usada dentro do Reichswehr e por muitas organizações paramilitares, incluindo os Freikorps. Seria usado por partidos políticos conservadores e liberais de direita, incluindo o Partido Popular Nacional Alemão e o Partido Popular Alemão. Nacionalistas alemães usaram a bandeira preta, branca e vermelha para protestar contra a República de Weimar durante as décadas de 1920 e 1930. Isso incluiu a tentativa de derrubar a República de Weimar em 1920, conhecida como Kapp Putsch.
Imediatamente após a vitória eleitoral do Partido Nazista em março de 1933, o presidente alemão Paul von Hindenburg restabeleceu a bandeira preta, branca e vermelha por decreto como a bandeira da Alemanha. Vale a pena notar, no entanto, que a bandeira da suástica do Partido Nazi deveria ser hasteada junto com esta bandeira. Em setembro de 1935, um ano após a morte de Hindenburg e a elevação de Adolf Hitler ao posto de Führer, a bandeira da suástica tornou-se a bandeira nacional da Alemanha; a antiga bandeira imperial foi considerada "reacionária" e proibida.

### Segunda Guerra Mundial

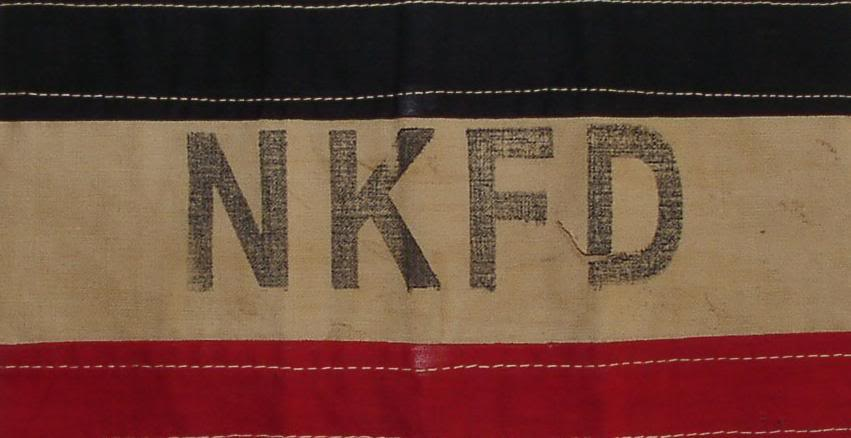
Uma variação do design da braçadeira usada pelo Comitê Nacional para uma Alemanha Livre

Durante a Segunda Guerra Mundial, prisioneiros de guerra alemães que desertaram para a União Soviética e exilados alemães na União Soviética, principalmente membros do Partido Comunista da Alemanha, formaram o Comitê Nacional para uma Alemanha Livre, uma organização militar e política antifascista que buscava derrubar o regime nazista e auxiliou o Exército Vermelho de várias maneiras, incluindo o combate contra a Wehrmacht, e adotou a bandeira preta, branca e vermelha como seu símbolo e como uma bandeira para um possível estado alemão democrático após a derrubada de Hitler. O principal motivo da escolha foi a rejeição da República de Weimar pela organização, já que os prisioneiros de guerra, que constituíam a maioria da organização, eram muito críticos da Alemanha de Weimar e diziam que inicialmente apoiavam os nazistas apenas por seu desgosto ou ódio pela "fraqueza" da República de Weimar, e os comunistas concordavam com eles. O manifesto da organização incluía críticas à "impotente" República de Weimar e a contrastava com o futuro estado democrático, um governo democrático "verdadeiramente popular" forte o suficiente para esmagar os restos do regime nazista. A outra razão era que os líderes do KPD queriam tranquilizar a maioria de que o NKFD não era um grupo comunista, mas um sindicato com todos os tipos de visões opostas ao nazismo. A bandeira preta, branca e vermelha tornou-se a bandeira da organização e foi usada em seus materiais de propaganda e nas braçadeiras usadas pelos membros da organização.
Muitos membros desta organização desempenhariam um papel na ocupação soviética e na organização do governo da Alemanha Oriental. Devido a isso, a Bandeira Imperial foi proposta como bandeira nacional para a Alemanha Oriental por aqueles que a viam como um símbolo da resistência alemã ao nazismo e por aqueles que viam a bandeira tricolor preta, vermelha e dourada como um símbolo da fracassada República de Weimar. No entanto, o governo da Alemanha Oriental acabou por adoptar a bandeira preta-vermelha-dourada, adicionando mais tarde o brasão do país para distingui-la da bandeira da Alemanha Ocidental, que de outra forma seria idêntica.

### Após a reunificação alemã

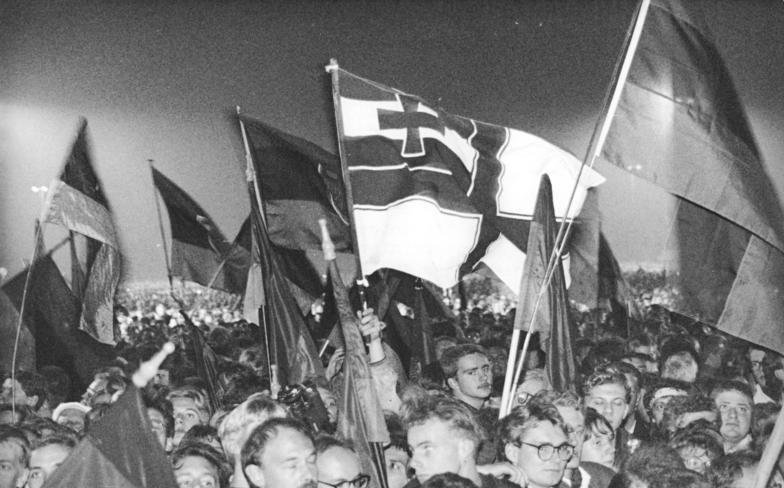
Bandeira do Reichsskriegs caseira na reunificação alemã em Berlim em 1990

Após a reunificação da Alemanha, a bandeira preta, branca e vermelha permaneceu como um símbolo entre as organizações monarquistas de direita e a extrema direita na Alemanha . Devido à proibição da bandeira da suástica nazista na Alemanha moderna, muitos neonazistas alemães adotaram a bandeira imperial. Entretanto, a bandeira nunca teve originalmente qualquer significado racista ou antissemita, apesar de seu breve uso na Alemanha Nazista. Entre a direita, a bandeira representa tipicamente uma rejeição à República Federal.